# 王皇后 (梁敬帝)
王皇后（6世紀—？），名不详，琅邪郡临沂县（今山东省临沂市）人，南梁太子中庶人王佥之女，梁敬帝萧方智皇后。

## 生平
承圣元年（552年）十一月，王氏被册立为晋安王萧方智的王妃。绍泰元年十月戊午（555年11月10日），王氏被册立为皇后。太平二年（557年），萧方智被迫禅位给陈霸先，王氏被降为江阴王妃。后事不详。

## 延伸阅读
[在维基数据编辑]
 《南史·卷12》，出自李延壽《南史》